# Радуга (шхуна, 1845)
«Радуга» — парусная шхуна Балтийского флота Российской империи, находившаяся в составе флота с 1845 по 1863 год. Во время несения службы использовалась для плаваний в Белом море, Финском и Ботническом заливах.

## Описание судна
Парусная шхуна с деревянным корпусом, длина шхуны между перпендикулярами по сведениям из различных источников составляла от 30,48 до 30,5 метра, ширина от 7,76 до 7,8 метра, а осадка — 1,5 метра. Вооружение судна состояло из 16 орудийй. Одно из четырёх парусных судов Российского императорского флота, носивших это имя, в составе Балтийского флота также служили одноимённые шхуны 1818 и 1828 годов постройки, а в составе Каспийской флотилии одноимённый бриг 1806 года постройки.

## История службы
Шхуна «Радуга» была заложена на стапеле  Соломбальской верфи 1 (13) сентября 1844 года и после спуска на воду 17 (29) июня 1845 года вошла в состав Балтийского флота России. Строительство вёл кораблестроитель подполковник Ф. Т. Загуляев.
В кампанию 1845 года выходила в плавания в Белое море, а в следующем 1846 году перешла из Архангельска в Кронштадт.
В кампанию с 1847 года выходила в практические плавания и между портами Финского и Ботнического заливов. В кампании с 1848 по 1850 год совершала плавания между портами Финского залива для изучения входов в порты, в 1850 году также ходила в Моонзунд. В кампании с 1851 по 1853 год также ежегодно выходила в практические и крейсерские плавания в Финский и Ботнический заливы, а также Балтийское море. В 1851 году также принимала участие в гидрографических работах в финляндских шхерах, а в 1853 году несла службу на рейде в Кронштадте.
Начиная с 1854 года шхуна «Радуга» находилась в Кронштадтском порту, в 1861 году была отчислена к порту, а 5 (17) января 1863 года исключена из списков судов флота.

## Командиры шхуны
Командирами парусной шхуны «Радуга» в составе Российского императорского флота в разное время служили:
- капитан-лейтенант И. Р. Тобизин (1845—1846 годы)[13];
- лейтенант А. И. Бутаков (1847 год)[14];
- лейтенант П. П. Гершау (1848 год)[15];
- капитан-лейтенант П. Н. Аболешев (1849—1853 годы)[16].